# Registro MAR
En arquitectura de ordenadores, el Memory Address Register (MAR), en español Registro de Direcciones de Memoria, es un registro específico de alta velocidad, integrado en el microprocesador. Este registro contiene la dirección del dato que se quiere leer o escribir. El registro está conectado con el bus de direcciones, y su contenido se refleja en este bus.
El número de direcciones que se pueden direccionar con una CPU depende del tamaño del MAR. Si el MAR tiene n bits de tamaño entonces se podrán direccionar un máximo de 2n palabras.